# Mingrelià
El mingrelià és una de les llengües caucàsiques, pertanyent a la branca meridional o de llengües kartvelianes, declarada en perill d'extinció per la UNESCO. Parlat per uns 500.000 nadius, és l'idioma propi de la regió de Mingrèlia. S'escriu usant l'alfabet georgià.
Fonèticament conté les cinc vocals bàsiques i un sistema de consonants molt similar al laz (tot i que determinats lingüistes l'hi assimilen i els consideren dos dialectes d'una mateixa llengua). Consta de nou casos per al nom, que a més a més es classifica i declina de manera diferent segons si designa un ésser animat o no. La conjugació verbal és força complexa, amb 20 temps diferents i marcadors morfològics segons el nombre i tipus de complements de la frase o segons l'actitud del parlant.

## Distribució i estatus
No hi ha fonts fiables sobre el nombre total de parlants del mingrelià, però s'estima que n'hi ha entre 500.000 i 800.000. La majoria dels seus parlants viuen a la regió de Samegrelo (mingrèlia), a Geòrgia, la qual comprèn les muntanyes Odishi i les terres baixes de Kolkheti, des de la costa de la mar Negra fins a les muntanyes Svan o el riu Tskhenistskali. N'hi ha poblacions més petites a Abkhàzia, però la situació política actual ha provocat el desplaçament de molts parlants del mingrelià cap a d'altres regions de Geòrgia. La seva distribució geogràfica és relativament compacta, la qual cosa ajuda a promoure la seva transmissió entre les diferents generacions.
Generalment, el mingrelià s'escriu mitjançant l'alfabet georgià, tot i que no disposa d'una escriptura estandarditzada o un estatus oficial. Gairebé tots els seus parlants són bilingües, i utilitzen el mingrelià normalment en converses familiars o informals, i el georgià (o, en el cas de parlants a l'estranger, la llengua local oficial) per altres propòsits.
L'estiu de 1999 es van cremar llibres del poeta georgià Murman Lebanidze a la capital de Mingrèlia, Zúgdidi, després que aquest realitzés uns comentaris despectius amb relació a la llengua mingreliana.

## Dialectes
- Zúgdidi-samurzakano (nord-oest)
  - Dzhvari
- Senaki (sud-est)
  - Martvili-bandza
  - Abasha

## Arbre genealògic
|          |          |          |          |          |          |  |  |     |     |     |     | proto-kartvelià |     |  |  |           |           |                |           |           |           |  |  |         |         |         |         |         |         |  |  |  |  |
|          |          |          |          |          |          |  |  |     |     |     |     |                 |     |  |  |           |           |                |           |           |           |  |  |         |         |         |         |         |         |  |  |  |  |
|          |          |          |          |          |          |  |  |     |     |     |     |                 |     |  |  |           |           |                |           |           |           |  |  |         |         |         |         |         |         |  |  |  |  |
|          |          |          |          |          |          |  |  |     |     |     |     |                 |     |  |  |           |           | proto-kart-zan |           |           |           |  |  |         |         |         |         |         |         |  |  |  |  |
|          |          |          |          |          |          |  |  |     |     |     |     |                 |     |  |  |           |           |                |           |           |           |  |  |         |         |         |         |         |         |  |  |  |  |
|          |          |          |          |          |          |  |  |     |     |     |     |                 |     |  |  |           |           |                |           |           |           |  |  |         |         |         |         |         |         |  |  |  |  |
|          |          |          |          |          |          |  |  |     |     |     |     | proto-zan       |     |  |  |           |           |                |           |           |           |  |  |         |         |         |         |         |         |  |  |  |  |
|          |          |          |          |          |          |  |  |     |     |     |     |                 |     |  |  |           |           |                |           |           |           |  |  |         |         |         |         |         |         |  |  |  |  |
|          |          |          |          |          |          |  |  |     |     |     |     |                 |     |  |  |           |           |                |           |           |           |  |  |         |         |         |         |         |         |  |  |  |  |
| svanetià | svanetià | svanetià | svanetià | svanetià | svanetià |  |  | laz | laz | laz | laz | laz             | laz |  |  | mingrelià | mingrelià | mingrelià      | mingrelià | mingrelià | mingrelià |  |  | georgià | georgià | georgià | georgià | georgià | georgià |  |  |  |  |